# Chrysops vietnamensis
Chrysops vietnamensis är en tvåvingeart som beskrevs av Philip 1979. Chrysops vietnamensis ingår i släktet Chrysops och familjen bromsar.
Artens utbredningsområde är Vietnam. Inga underarter finns listade i Catalogue of Life.